# Тодай-дзи
Тодай-дзи (яп. 東大寺 то:дай дзи) — древний буддийский храм в японском городе Нара. Храм охраняется как объект Всемирного наследия ЮНЕСКО.

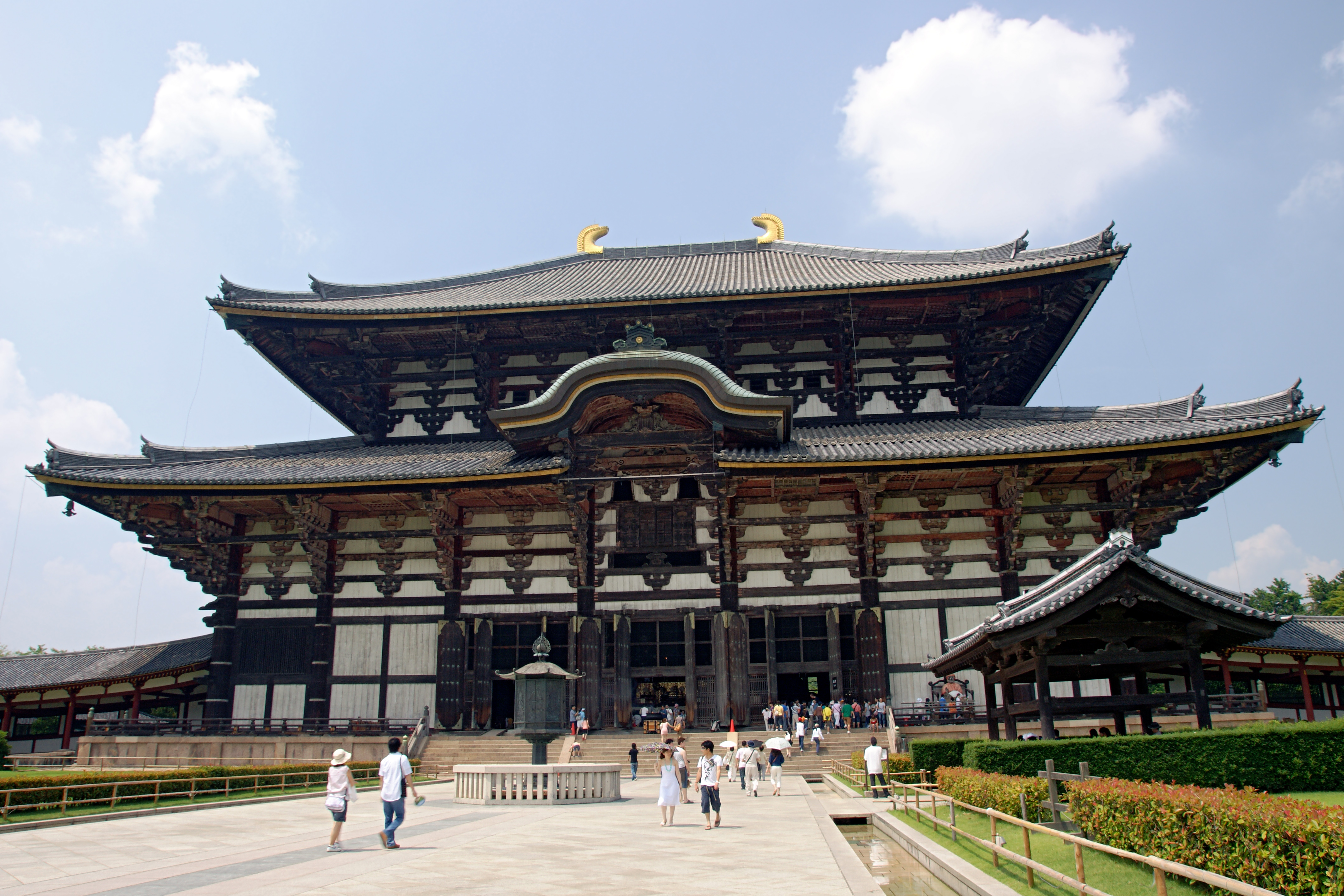
Главный зал храма Тодай-дзи

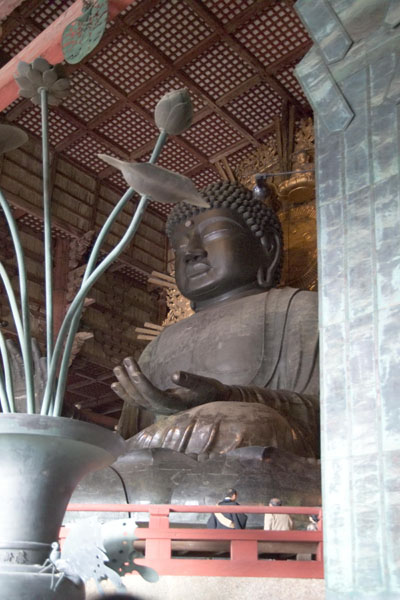
Будда Вайрочана в храме Тодай-дзи.

Храм представляет собой центр традиции кэгон.
Храм Тодай-дзи считается самым большим деревянным сооружением в мире. В нём находится гигантская бронзовая статуя Будды Вайрочаны — Большой будда Тодай-дзи.
Храмовая территория представляет собой олений парк, где свободно гуляют священные японские олени (пятнистый олень, или олень-цветок, лат. Cervus nippon), которых подкармливают туристы.  На территории храмового комплекса имеется большое количество уникальных сооружений, в частности февральский павильон Нигацу-до, мартовский павильон Сангацу-до и другие пагоды и храмы.

## История
Во время Тэмпё на Японию свалились бедствия и эпидемии. В 743 году император Сёму издал указ, по которому жители должны построить статую Будды для своей защиты. В строительстве приняло участие 2 180 000 человек. Проект создал Кунинака-но-Мурадзи Кимимаро. Он же руководил сборкой статуи размером 15 метров, отлитой по частям. Храм был завершён в 745, а Будда закончен в 751 году, при этом для создания статуи была использована почти вся производимая в стране бронза. В 752 году проводится церемония освящения статуи, в которой принимают участие монахи со всей Японии и индийский буддийский монах Бодхисена. Статую ремонтировали несколько раз, в частности после землетрясения и двух пожаров. Храм приобрёл современный вид в 1709 году, при этом были демонтированы две разрушенные землетрясением пагоды высотой 100 м, вероятно, самые высокие деревянные строения в мире того времени.
Тодай-дзи считался главным храмом области Ямато. В сокровищнице храма Сёсоин находится немало реликвий времён постройки храма. Также в храме хранится обширная коллекция рукописей.

### Обретение мечей «Ёхокэн» и «Инхокэн»
28 октября 2010 года сотрудники Сёсоина объявили об обретении двух священных мечей, которые считались утраченными на протяжении более чем 1250 лет.
На рентгеновских снимках двух мечей, хранившихся в собрании, обнаружены ранее не замеченные надписи: «Ёкэн» и «Инкэн». Это позволило идентифицировать экспонаты с мечами «Ёхокэн» и «Инхокэн», которые были пожертвованы храму в 756 году императрицей Комё. Эти два церемониальных меча занимают две верхние строчки в списке сокровищ, пожертвованных Тодай-дзи, но до сих пор считались утраченными.
Древние железные мечи, украшенные золотом, серебром и глазурью, были найдены в 1907 году при обследовании с помощью рентгеновского аппарата под полом у подножья гигантской бронзовой статуи сидящего Будды, находящейся в особом павильоне в Тодай-дзи. Они были помещены в Сёсоин и в 1930 году включены в реестр национальных сокровищ Японии.
Специалисты полагают, что императрица Комё, пожертвовав храму множество драгоценностей, повелела отделить эти два меча от остальных своих даров и поместить их в тайник, надеясь, что тем самым обеспечит храму вечную сохранность.

## Размеры Великого Будды
- Высота: 14,98 метра
- Лицо: 5,33 метра
- Глаза: 1,02 метра
- Нос: 0,5 метра
- Уши: 2,54 метра
- Масса: 500 тонн

Внизу несущих колонн имеется узкий проход, который по размеру равен ноздрям Будды. Многие посетители пытаются пролезть через отверстие, так как считается, что тот, кто сделает это, получит благословение и просветление. Дети обычно легко справляются с задачей, но некоторые взрослые застревают и не могут выбраться без посторонней помощи.

## Дополнительные изображения

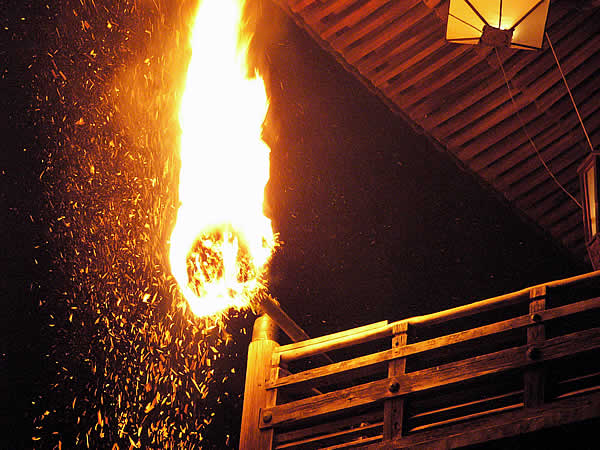
Весенний буддийский ритуал Сюниэ проходит с 1 по 14 марта в павильоне Нигацу-до
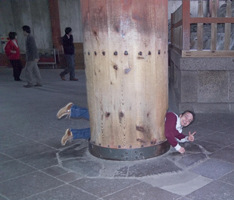
Проход через отверстие в колонне
Февральский павильон
Февральский павильон